# دونشاه
دونشاه، روستایی از توابع بخش چاپشلو شهرستان درگز در استان خراسان رضوی ایران است.

## جمعیت
این روستا در دهستان میانکوه قرار دارد و براساس سرشماری مرکز آمار ایران در سال ۱۳۸۵، جمعیت آن ۴۲ نفر (۱۲خانوار) بوده‌است.